# Sünde
Sünde er det tredje album fra det tyske NDH-band Eisbrecher. Albummet opnåede stor succes, især i USA med singlen "Kann Denn Liebe Sünde Sein" i spidsen. Albummet udkom 18. juli 2008, og det opnåede en tredjeplads på den tyske alternative hitliste.[kilde mangler]

## Sange på albummet
1. "Kann denn Liebe Sünde sein?"
2. "Alkohol"
3. "Komm süsser Tod"
4. "Heilig"
5. "Verdammt sind"
6. "Die durch die Hölle gehen"
7. "Herzdieb"
8. "1000 Flammen"
9. "This is Deutsch"
10. "Zu sterben"
11. "Mehr Licht"
12. "Kuss"